# Babasónica
Babasónica es el cuarto álbum de estudio del grupo argentino Babasónicos. Considerado su álbum más oscuro, las letras poseen numerosas referencias satánicas, mientras que las canciones, a diferencia de los dos discos anteriores, están creadas sobre una estructura convencional (el álbum es un homenaje al metal clásico) , con una música que oscila entre el stoner rock, el folk psicodélico e influencias del metal alternativo.

## Detalles del álbum
Egocripta
Es una canción stoner con sonidos de tinte psicodélico, con un estribillo pegadizo.
Seis Virgenes Descalzas
Es una canción también stoner, con ritmo caribeño, pero sin dejar la pesadez que se plantea.
Demonomania
Empieza como un stoner, pero evoluciona un thrash metal con mucha distorsion, pasando por un pasaje death metal para culminar como un doom, con un sentimiento de paranoia y locura, muy propia de grupos como bathory o venom.

#### Sharon Tate
La canción "Sharon Tate", dedicada a la esposa asesinada de Roman Polanski, es interpretada principalmente por Mariano Roger, que desde este álbum (aunque también presta su voz para "Coyarama" del disco anterior) contribuirá bastante con su voz en los discos de la banda
Satiro
Es una canción stoner, con sonidos de tinte industrial.
El Adversario
Es un metal industrial, muy parecido a Rob Zombie o nine inch nails, pero aun así muy bailable

Líricamente, el álbum se refiere a los conceptos de satanismo, la banda ha declarado que este enfoque no es para ser tomado en sentido literal, sino como homenaje al metal clásico, y como un ataque a formas comunes de pensar occidental, como la religión. Cuando se le preguntó sobre el tema lírico de la canción "El Adversario", que supuestamente habla sobre el diablo,  Adrián dijo:
"Sí, pero también puede ser Duhalde..."

## Lista de canciones
| N.º | Título                       | Escritor(es)                                          | Duración |  |
| 1.  | «Egocripta»                  | A. Rodríguez                                          | 3:41     |  |
| 2.  | «Seis vírgenes descalzas»    | A. Rodríguez; G. Manelli; D. Rodríguez                | 2:54     |  |
| 3.  | «Demonomanía»                | A. Rodríguez; M. Domínguez                            | 4:10     |  |
| 4.  | «Sharon Tate»                | M. Domínguez                                          | 2:28     |  |
| 5.  | «Sátiro»                     | D. Castellano; G. Manelli; A. Rodríguez; D. Rodríguez | 3:27     |  |
| 6.  | «Parafinada»                 | A. Rodríguez; G. Manelli; D. Rodríguez                | 3:07     |  |
| 7.  | «Delnitro»                   | D. Castellano; G. Manelli; A. Rodríguez               | 3:15     |  |
| 8.  | «Esther narcótica»           | A. Rodríguez                                          | 3:35     |  |
| 9.  | «Calmado, matamos al venado» | D. Castellano; G. Manelli; A. Rodríguez               | 3:12     |  |
| 10. | «Convoy»                     | M. Domínguez; D. Rodríguez                            | 4:20     |  |
| 11. | «Pasta de hablar»            | A. Rodríguez                                          | 4:55     |  |
| 12. | «Passionale»                 | M. Domínguez; A. Rodríguez                            | 4:06     |  |
| 13. | «El Adversario»              | W. Kebleris; G. Manelli; A. Rodríguez; D. Tuñon       | 3:03     |  |

## Personal
- Grabación: Gustavo Iglesias.
- Mezcla: Andrew Weiss.
- Mastering: Howie Weinberg.
- Fotos: Gonzalo Morales.
- Gráfica: Luciano Esther Lapa, Walter Kebleris.